# Falcon’s Flight

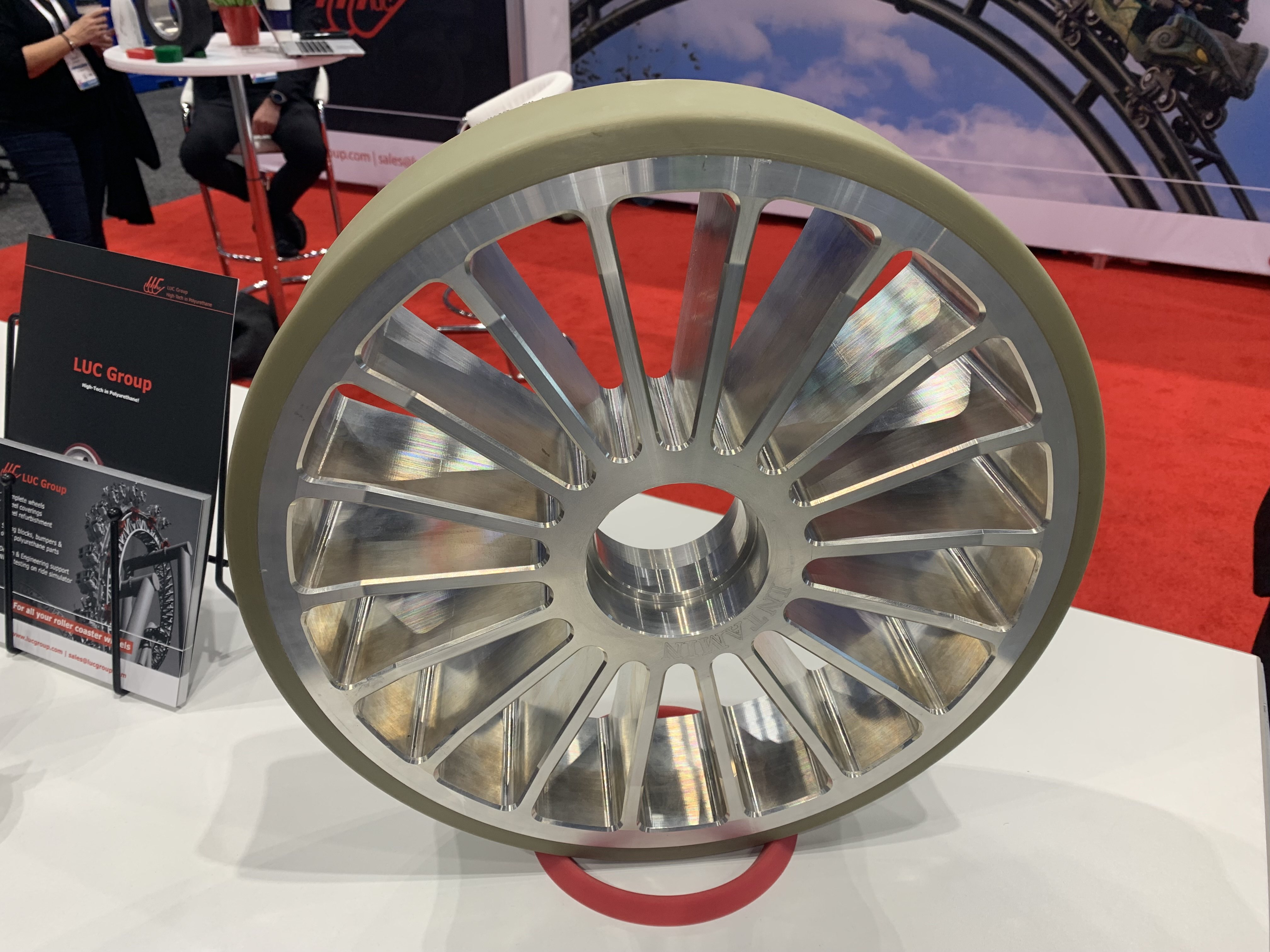
Laufrad von Falcon’s Flight

Falcon’s Flight in Six Flags Qiddiya City (Al Muzahimiyah, Riad, Saudi-Arabien) ist eine im Bau befindliche Stahlachterbahn vom Modell Exa Coaster des Herstellers Intamin, die 2025 eröffnet werden soll.
Zum Zeitpunkt ihrer Eröffnung soll sie mit einer Höhe von 195 m die höchste, mit einer Höchstgeschwindigkeit von 250 km/h die schnellste und mit einer Länge von 4250 m die längste Achterbahn der Welt sein.

## Züge
Falcon’s Flight wird sechs Züge mit jeweils vier Wagen besitzen. In jedem Wagen können vier Personen (zwei Reihen à zwei Personen) Platz nehmen, mit Ausnahme des ersten Wagens, in dem es nur eine Reihe geben wird.